# Vincenzo Borgarello
Vincenzo Borgarello (né le 9 mai 1884 à Cambiano, dans la province de Turin, dans le Piémont et mort le 17 juin 1960 à Turin) est un coureur cycliste italien.

## Biographie
Professionnel de 1910 à 1914, Vincenzo Borgarello fut élu « coureur le plus illustre du moment » (corridore più famoso del momento) par les lecteurs de La Gazzetta dello Sport en 1912. 
Il a remporté cette année-là trois étapes étapes du Tour d'Italie et deux étapes du Tour de France.

## Palmarès
- 1909
  - 8e de Milan-San Remo
- 1910
  - Tour du Piémont
- 1911
  - 2e étape du Tour d'Italie
  - 2e du Tour d'Émilie
  - 3e du championnat d'Italie sur route
- 1912
  - 8e et 14e étapes du Tour de France
  - 2e, 7e et 9e étapes du Tour d'Italie
  - 6e du Tour de Lombardie
- 1914
  - 8e de Milan-San Remo

## Résultats sur les grands tours

### Tour d'Italie
5 participations :
- 1909 : abandon
- 1910 : abandon
- 1911 : abandon
- 1912 : 6e avec l'équipe Legnano
- 1913 : abandon

### Tour de France
2 participations :
- 1912 : 13e, vainqueur des 8e et 14e étapes, leader pendant 1 jour
- 1914 : 25e